# Mieke Cabout
Mieke Cabout, född 30 mars 1986 i Gouda, är en nederländsk vattenpolospelare. Hon ingick i Nederländernas landslag vid olympiska sommarspelen 2008.
Cabout tog OS-guld i damernas vattenpoloturnering i samband med de olympiska vattenpolotävlingarna 2008 i Peking. Hennes målsaldo i turneringen var tio mål. Hon deltog i EM år 2010 där Nederländerna slutade som trea och gjorde två mål i bronsmatchen mot Italien. Systern Jantien Cabout gjorde fyra mål i EM-bronsmatchen som Nederländerna vann med 14–12.
Farfadern Joop Cabout fick inte speltid i OS-laget 1948 då Nederländerna tog brons men spelade nio matcher i vattenpoloturneringen i Helsingfors fyra år senare som resulterade i en femteplats för det nederländska herrlandslaget.